# 维克拉万迪
维克拉万迪（Vikravandi），是印度泰米尔纳德邦Viluppuram县的一个城镇。总人口10141（2001年）。

## 人口
该地2001年总人口10141人，其中男性5280人，女性4861人；0—6岁人口1024人，其中男511人，女513人；识字率73.95%，其中男性为81.44%，女性为65.81%。